# Zosteria alcetas
Zosteria alcetas är en tvåvingeart som först beskrevs av Walker 1849.  Zosteria alcetas ingår i släktet Zosteria och familjen rovflugor. Inga underarter finns listade i Catalogue of Life.